# Kyle Petty

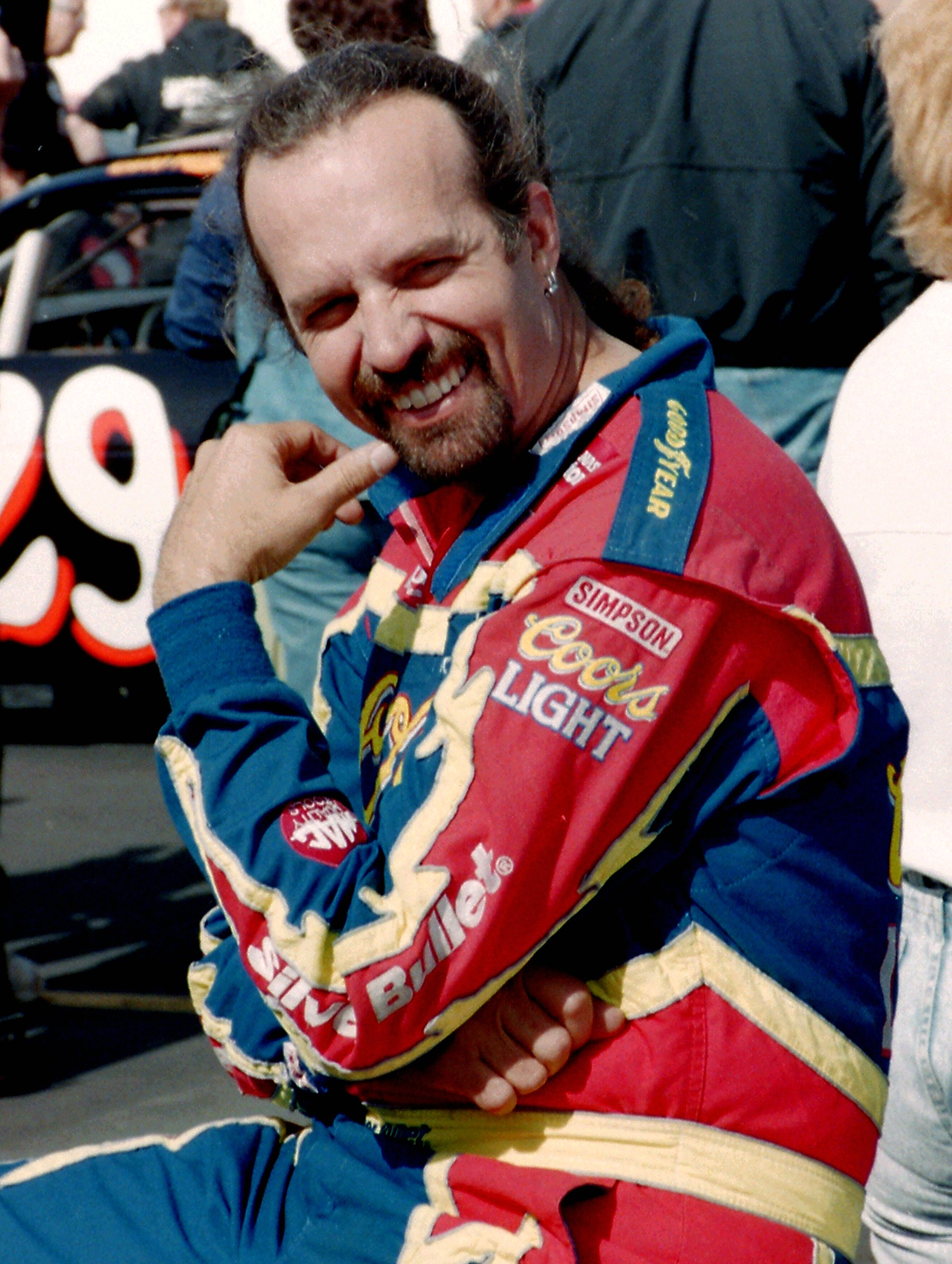
Kyle Petty, fotografiado en 1996.

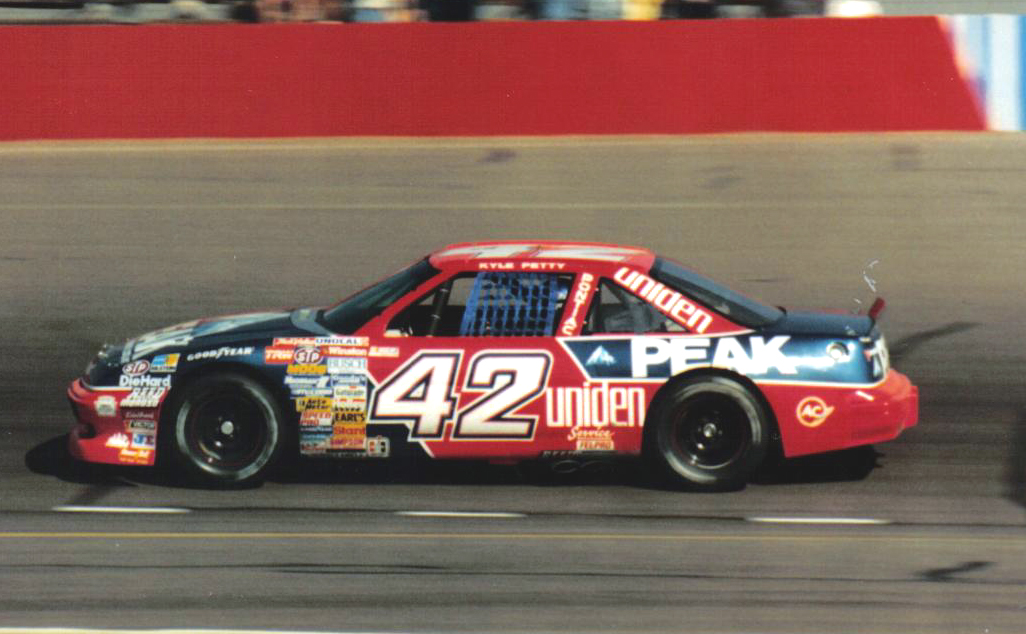
Pontiac Grand Prix número 42 de Kyle en la Copa NASCAR 1989.

Kyle Eugene Petty (nacido el 2 de junio de 1960 en Level Cross, Carolina del Norte) es un piloto de automovilismo estadounidense, especializado en stock cars o automóviles de serie. En 829 carreras disputadas por la Copa NASCAR, cosechó 8 victorias y 52 top 5. Entre sus victorias, se cuentan una en las 600 Millas de Charlotte, y tres en el óvalo de Rockingham. Resultó quinto en las temporadas 1992 y 1993, séptimo en 1987, noveno en 1985 y décimo en 1986.
Su abuelo Lee Petty, su padre Richard Petty, y su hijo Adam también han sido pilotos de la NASCAR.
Kyle también trabajó como comentarista de televisión en las transmisiones de carreras de NASCAR para la cadena TNT, así como coanfitrión en programas de NASCAR en Speed y Fox Sports 1.

## Carrera deportiva
Petty originalmente no tenía la intención de convertirse en un piloto carreras; practicaba muchos deportes en la escuela secundaria, incluyendo el fútbol y el baloncesto y recibió ofertas de becas en muchos colegios. Sin embargo, Kyle hizo finalmente decide seguir los pasos de su padre. Ganó en su primera carrera de stock cars, fue en un evento de la ARCA Series en Daytona International Speedway en 1979. También, debutó en la Copa NASCAR al disputar cinco carreras para el equipo de su familia, Petty Enterprises, en su mayoría con una Dodge, logrando un noveno puesto en su primera carrera en la categoría.
En 1980, participó de 15 carreras en la Copa NASCAR, en este caso con un Chevrolet de Petty, obteniendo 6 top 10. Kyle se convirtió en piloto regular de la serie en 1981 con un Buick en la mayoría de las fechas; obtuvo un quinto puesto y 10 top 10 para finalizar 12º en el campeonato. En 1982, corriendo para las marcas Buick, Chevrolet y Pontiac, consiguió 2 top 5 y 4 top 10 para culminar 15º en la tabla general.
El año siguiente, ahora compitiendo regularmente con Pontiac, no le fue mucho mejor a Kyle, ya que arribo dos veces entre los primeros diez de forma que terminó 13º en el campeonato. En la Copa NASCAR 1984, Kyle disputando con una Ford en todas las fechas, logró 1 top 10 y 6 top 10, finalizando 16º en el campeonato.
Kyle cambió de equipo en 1985 pasando a conducir un Ford del equipo Wood Brothers. logró 7 top 5 y 12 top 10, de modo que terminó noveno en la tabla general. Su primera victoria en la Copa NASCAR la consiguió en 1986 en Richmond en febrero. Con 4 top 5 y 14 top 10, resultó décimo en el campeonato. El piloto finalizó séptimo en la Copa NASCAR 1987, al triunfar en las 600 Millas de Charlotte, y obtener 6 top 5 y 14 top 10.
En 1988, obtuvo 2 top 5 y 8 top 10, de forma que culminó 13º en el campeonato. Al año siguiente, pasó a disputar un calendario parcial de 19 fechas con un Pontiac del equipo de Felix Sabates. Obtuvo un cuarto puesto, un sexto, un séptimo y dos décimos. Kyle se convirtió en piloto titular de Felix Sabates en 1990, y obtuvo una victoria, un cuarto lugar y 14 top 10, de modo que finalizó undécimo en la tabla general.
En 1991, logró una victoria, dos top 5 y cuatro top 10 pero se rompió una pierna en un accidente en Talladega, por lo que no pudo participó en algunas carreras. Su mejor temporada en la Copa NASCAR fue en 1992, donde cosechó dos victorias, nueve top 5 y 17 top 10, de modo que finalizó quinto en el campeonato. Al año siguiente, ganó en Pocono, y finalizó nueve veces entre los cinco primeros y 15 veces entre los diez primeros, de forma que volvió a finalizar quinto en la tabla general. 
En 1994, Kyle logró dos top 5 y 7 top 10, de modo que finalizó séptimo en el clasificador final. El año siguiente, ganó en Dover, pero cosechó otros 4 top 10, finalizando 30.º en el campeonato. El piloto apenas obtuvo 2 top 10 en 1996, de forma que concluyó 27º en la tabla general.
Kyle formó su propio equipo en la temporada 1997. Con 2 top 5 y 9 top 10, resultó 15º en el clasificador. El piloto sólo obtuvo dos top 10 en 1998 , y de nuevo finalizó 30.º en el campeonato. En 1999, Kyle volvió al equipo de su familia; su segunda etapa en el equipo duraría hasta 2008, Compitiendo durante ese periodo con las marcas Pontiac y Dodge donde logró 1 top 5 y 15 top 10 en ese etapa.

## Tragedia Familiar
Durante el año 2000, corriendo en el New Hampshire Speedway, El hijo de Kyle y nieto de Richard, Adam Petty, de sólo 19 años de edad, perdió el control del bólido y sufrió un accidente, que no parecía grave, pero el impacto le quebró la base del cráneo y finalmente le costó la vida. 
Fue un accidente similar al sufrido por el piloto Kenny Irwin Jr., que también perdió la vida, en el mismo circuito y en menos de un mes. 
En el año 2000, cinco pilotos de la NASCAR y algunas categorías teloneras, perdieron la vida en accidentes similares. 

## Un Piloto Experto y Sólido
En paralelo a su actividad en la Copa NASCAR, Kyle disputó 55 carreras en la Nationwide Series, y obtuvo 5 top 5 y 11 top 10. También participó de la International Race of Champions en 1994, donde terminó séptimo en la tabla general con dos quintos puestos.
También disputó 11 carreras en la Grand-Am Rolex Sports Car Series, y consiguió una victoria en la clase GT en las 250 Millas de Watkins Glen de 2001 con un Porsche GT3R.